# Józef Wincenty Gołuchowski
Józef Wincenty Gołuchowski herbu Gołuchowski (ur. 1734, zm. 9 września 1806) – podczaszy chełmiński w 1775 roku, hrabia austriacki w 1783 roku.
Członek konfederacji Adama Ponińskiego w 1773 roku. Był posłem sandomierskim na Sejm Rozbiorowy 1773–1775, wszedł w skład delegacji wyłonionej pod naciskiem dyplomatów trzech państw rozbiorczych, mającej przeprowadzić rozbiór. 18 września 1773 roku podpisał traktaty cesji przez Rzeczpospolitą Obojga Narodów ziem zagarniętych przez Rosję, Prusy i Austrię w I rozbiorze Polski.
W 1786 roku został kawalerem Orderu Świętego Stanisława.